# Campeonato Europeu de Corrida de Montanha de 2012
O 18º Campeonato Europeu de Corrida de Montanha de 2012 foi organizada pela Associação Europeia de Atletismo na cidade de Pamukkale na Turquia no dia 7 de julho de 2012. Essa foi a segunda vez consecutiva que a Turquia sedia o evento. Contou com a presença de 162 atletas em quatro categorias, tendo como destaque o país sede com oito medalhas, sendo quatro de ouro.

## Resultados
Esses foram os resultados da competição.

### Sênior masculino
Individual 
| Posição           | Atleta            | País    | Tempo |
| ----------------- | ----------------- | ------- | ----- |
| Medalha de ouro   | Ahmet Arslan      | Turquia | 49.46 |
| Medalha de prata  | Ercan Muslu       | Turquia | 49.57 |
| Medalha de bronze | Inout Zinca       | Roménia | 50.19 |
| 4                 | Gabriele Abate    | Itália  | 50.33 |
| 5                 | Marco De Gasperi  | Itália  | 50.49 |
| 6                 | Julien Rancon     | França  | 51.00 |
| 7                 | Xavier Chevrier   | Itália  | 51.23 |
| 8                 | Simon Lechleitner | Áustria | 51.26 |
| 9                 | Enrique Meneses   | Espanha | 51.41 |
| 10                | Robert Krupicka   | Chéquia | 51.45 |

Equipe 
| Posição           | Equipe  | Pontos |
| ----------------- | ------- | ------ |
| Medalha de ouro   | Itália  | 16     |
| Medalha de prata  | Turquia | 19     |
| Medalha de bronze | França  | 48     |

### Sênior feminino
Individual 
| Posição           | Atleta                  | País        | Tempo |
| ----------------- | ----------------------- | ----------- | ----- |
| Medalha de ouro   | Monika Fürholz          | Suíça       | 39.40 |
| Medalha de prata  | Nadezhda Leshchinskaia  | Rússia      | 41.42 |
| Medalha de bronze | Pavla Schorna Matyasova | Chéquia     | 41.59 |
| 4                 | Mary Wilkinson          | Reino Unido | 42.39 |
| 5                 | Veronica Perez          | Espanha     | 42.47 |
| 6                 | Emma Clayton            | Reino Unido | 42.56 |
| 7                 | Antonella Confortola    | Itália      | 43.21 |
| 8                 | Sarah McCormack         | Irlanda     | 43.38 |
| 9                 | Alice Gaggi             | Itália      | 43.46 |
| 10                | Katie Walshaw           | Reino Unido | 44.10 |

Equipe 
| Posição           | Equipe      | Pontos |
| ----------------- | ----------- | ------ |
| Medalha de ouro   | Reino Unido | 20     |
| Medalha de prata  | Itália      | 30     |
| Medalha de bronze | Rússia      | 30     |

### Júnior masculino
Individual 
| Posição           | Atleta             | País     | Tempo |
| ----------------- | ------------------ | -------- | ----- |
| Medalha de ouro   | Ahmet Ozrek        | Turquia  | 35.18 |
| Medalha de prata  | Anton Palzer       | Alemanha | 36.26 |
| Medalha de bronze | Vitaly Lagushin    | Rússia   | 36.42 |
| 4                 | Rodion Reshetnikov | Rússia   | 36.52 |
| 5                 | Yetkin Tuncan      | Turquia  | 37.04 |
| 6                 | Cesare Maestri     | Itália   | 37.07 |
| 7                 | Jan Janu           | Chéquia  | 37.14 |
| 8                 | Josef Havlicek     | Chéquia  | 37.26 |
| 9                 | Jake O`Regan       | Irlanda  | 37.31 |
| 10                | Michael Monella    | Itália   | 38.11 |

Equipe 
| Posição           | Equipe  | Pontos |
| ----------------- | ------- | ------ |
| Medalha de ouro   | Turquia | 17     |
| Medalha de prata  | Rússia  | 28     |
| Medalha de bronze | Chéquia | 29     |

### Júnior feminino
Individual 
| Posição           | Atleta               | País        | Tempo |
| ----------------- | -------------------- | ----------- | ----- |
| Medalha de ouro   | Annabel Mason        | Reino Unido | 21.50 |
| Medalha de prata  | Sevilay Eytemis      | Turquia     | 22.00 |
| Medalha de bronze | Cesminaz Yilmaz      | Turquia     | 22.46 |
| 4                 | Melanie Hyder        | Reino Unido | 22.54 |
| 5                 | Marinela Nineva      | Bulgária    | 23.31 |
| 6                 | Laura Riches         | Reino Unido | 23.45 |
| 7                 | Militisa Mircheva    | Bulgária    | 23.46 |
| 8                 | Ekaterina Ivonina    | Rússia      | 23.46 |
| 9                 | Seyran Adanir        | Turquia     | 23.48 |
| 10                | Louise Hill-Striling | Irlanda     | 23.50 |

Equipe 
| Posição           | Equipe      | Pontos |
| ----------------- | ----------- | ------ |
| Medalha de ouro   | Turquia     | 5      |
| Medalha de prata  | Reino Unido | 5      |
| Medalha de bronze | Bulgária    | 12     |

## Quadro de medalhas
| Ordem | País        | Medalha de ouro | Medalha de prata | Medalha de bronze | Total |
| ----- | ----------- | --------------- | ---------------- | ----------------- | ----- |
| 1     | Turquia     | 4               | 3                | 1                 | 8     |
| 2     | Reino Unido | 2               | 1                | 0                 | 3     |
| 3     | Itália      | 1               | 1                | 0                 | 2     |
| 4     | Suíça       | 1               | 0                | 0                 | 1     |
| 5     | Rússia      | 0               | 2                | 2                 | 4     |
| 6     | Alemanha    | 0               | 1                | 0                 | 1     |
| 7     | Chéquia     | 0               | 0                | 2                 | 1     |
| 8     | Bulgária    | 0               | 0                | 1                 | 1     |
| 8     | França      | 0               | 0                | 1                 | 1     |
| 8     | Roménia     | 0               | 0                | 1                 | 1     |